# Luca Nardi
Luca Nardi (Pesaro, 6 agosto 2003) è un tennista italiano.
In singolare vanta diversi titoli nell'ATP Challenger Tour e il suo miglior ranking ATP è stata la 67 esima posizione, raggiunta nel marzo 2025.

## Biografia
Figlio del napoletano Dario Nardi, notaio in uno studio di Pesaro e pallanuotista di buon livello, muove i primi passi nel tennis all'età di sette anni presso il Tennis Club Baratoff di Pesaro, incoraggiato dai genitori e dal fratello maggiore Niccolò. A 16 anni decide che il tennis sarebbe diventato il suo futuro, e si affida definitivamente al coach Francesco Sani, con cui ha tirato i primi colpi da bambino. Ha frequentato il liceo scientifico a Pesaro per i primi due anni e nel 2019 si è trasferito al Centro Tecnico Federale di Tirrenia dove è stato seguito dal coach Claudio Galoppini e ha conciliato l’attività sportiva con lo studio. Tifoso del Napoli, tra i suoi calciatori preferiti c'è Khvicha K'varatskhelia.

## Carriera

### 2017: junior
A gennaio vince Les Petits As sia in singolare, dove in semifinale sconfigge Holger Rune, sia in doppio, accoppiata realizzata prima di lui soltanto da Frances Tiafoe.

### 2018-2021: debutto nel professionismo e primi titoli ITF
Fa il suo esordio tra i professionisti nel giugno 2018 e si spinge fino ai quarti di finale nel torneo Italy F15 di Sassuolo, all'età di 14 anni e 10 mesi, e il 2 luglio 2018 diventa il più giovane tennista italiano ad aver ottenuto un punto nel ranking ATP, per poi uscire dal ranking al termine della stagione 2018 a causa di un infortunio alla schiena che lo tiene fuori dai campi per quasi un anno.
Dopo due sconfitte consecutive al primo turno a febbraio, l'8 marzo 2020 alza il primo trofeo da professionista battendo in rimonta Jaroslav Pospíšil nella finale del torneo ITF M15 di Sharm el-Sheikh. A ottobre si affida alla guida tecnica del coach Claudio Galoppini, affiancato sempre da Francesco Sani, e gioca il suo primo incontro in un torneo ATP, allo European Open di Anversa grazie a una wild card, uscendo al primo turno per mano di Marcos Giron. Nel marzo 2021 vince il primo titolo di doppio in carriera in un ITF M15 a Sharm el-Sheikh, e nel prosieguo della stagione si aggiudica altri due titoli ITF in singolare a Genova e a Madrid.

### 2022: tre titoli Challenger, prima vittoria ATP, top 150
A inizio 2022 vince il suo primo titolo Challenger sul cemento indoor di Forlì sconfiggendo in finale Mukund Sasikumar. Ad aprile conquista a Lugano il secondo titolo Challenger, vincendo in rimonta contro il padrone di casa Leandro Riedi. A maggio entra con una wild card agli Internazionali d'Italia e perde al primo turno contro Cameron Norrie, numero 11 al mondo, con un doppio 6–4. Gioca per la prima volta le qualificazioni di uno Slam al Roland Garros e perde all'ultimo turno contro Bernabé Zapata Miralles. A luglio supera le qualificazioni ad Amburgo ed entra per la prima volta nel tabellone principale di un torneo ATP 500, dove viene sconfitto al primo turno dal detentore del titolo Pablo Carreño Busta.
Dopo oltre un mese lontano dalle competizioni, rientra per le qualificazioni degli US Open e viene sconfitto al primo incontro. Al successivo Challenger di Manacor conquista il terzo titolo di categoria, il primo su cemento outdoor, battendo in finale Zizou Bergs. Ad Astana centra la prima qualificazione in un ATP 500 su cemento indoor grazie al successo al tie-break del terzo set su David Goffin, con tre match-point salvati. Il 4 ottobre ottiene la sua prima vittoria nel circuito maggiore superando in due set il qualificato Aleksandr Ševčenko, per poi arrendersi a Stefanos Tsitsipas, testa di serie n° 3 e n° 6 del mondo, in due tie-break. Il 17 ottobre raggiunge la posizione n° 130 della classifica mondiale.
Partecipa al 250 di Napoli grazie a una wild card e viene sconfitto in rimonta da Corentin Moutet. A fine stagione raggiunge i quarti agli Internazionali Tennis Val Gardena Südtirol 2022 e agli Internazionali di Tennis di Bergamo si ferma al secondo turno.

### 2023: due titoli Challenger
Dopo cinque sconfitte consecutive, tra cui quella al primo turno delle qualificazioni agli Australian Open contro Ernesto Escobedo, perde in due set la finale al Pune Challenger contro Max Purcell. Ad aprile debutta nel tabellone principale del Masters 1000 di Montecarlo dopo aver superato le qualificazioni ed elimina Valentin Vacherot, mentre nel secondo turno subisce un doppio 6–0 da Lorenzo Musetti. Dopo una serie di risultati modesti, tra cui l'uscita nelle qualificazioni al Roland Garros e a Wimbledon, torna al successo a Porto, dove conquista il quarto titolo Challenger superando in finale in rimonta il padrone di casa João Sousa e sale alla posizione numero 116 della graduatoria ATP.
Il 12 novembre vince il Challenger di Matsuyama superando in finale in rimonta il padrone di casa Tarō Daniel e la settimana successiva, dopo 9 incontri vinti consecutivamente, si ferma in semifinale al Challenger di Kobe contro Sho Shimabukuro. Nella sua prima partecipazione alle finali Next Gen, si ferma alla fase a gironi ottenendo una sola vittoria contro Flavio Cobolli.

### 2024: quattro finali e due titoli Challenger, ottavi a Indian Wells e top 70
Inizia la stagione affidandosi alla guida tecnica del coach Giorgio Galimberti, con cui aveva iniziato ad allenarsi alla fine di novembre 2023. Dopo essere uscito nelle qualificazioni degli Australian Open, giunge in finale al Challenger di Chennai e perde in due set contro Sumit Nagal. Alla sua prima esperienza al torneo di Indian Wells viene eliminato in tre set da David Goffin al turno decisivo delle qualificazioni. Ripescato come lucky loser beneficia di un bye al primo turno e al secondo si impone in tre set su Zhang Zhizhen. Batte quindi in tre set il n. 1 del mondo e cinque volte vincitore del torneo Novak Đoković e al quarto turno viene sconfitto in due set da Tommy Paul. Il 18 marzo fa il suo ingresso nella top 100 del ranking mondiale, alla posizione n. 96.
Eliminato nelle qualificazioni al Masters 1000 di Miami, vince a Napoli il suo primo titolo Challenger sulla terra rossa superando in finale Pierre-Hugues Herbert in rimonta, e il 1º aprile sale alla 75ª posizione mondiale. Supera per il secondo anno consecutivo le qualificazioni al Masters 1000 di Monte Carlo battendo Lucas Pouille e Alexandre Müller e viene eliminato al primo turno da Félix Auger-Aliassime. Dopo appena quattro mesi, annuncia la conclusione del rapporto di collaborazione con Galimberti, e torna ad allenarsi con il suo primo allenatore Francesco Sani presso il circolo Baratoff di Pesaro. A Bucarest esce al primo turno per mano di Thiago Seyboth Wild al tiebreak del terzo set, dopo aver mancato cinque match point. A Roma raggiunge il secondo turno battendo Altmaier prima di essere eliminato in due set da Rune.
Il 20 maggio raggiunge la posizione n. 70 del ranking.
Al debutto nel tabellone principale del Roland Garros viene battuto in tre set da Müller. Durante la stagione su erba vince un match a 's-Hertogenbosch contro Goffin, perdendo agli ottavi contro Korda mentre esce al debutto sia a Maiorca (per mano di Hijikata) che a Wimbledon (sconfitto da Etcheverry).
A Washington è costretto al ritiro per un problema al polso avvertito nel secondo set del primo turno contro Mitchell Krueger. Torna a giocare in occasione degli US Open dove disputa il suo terzo Slam consecutivo, collezionando la terza sconfitta al primo turno, contro Roberto Bautista Agut. Al termine del torneo annuncia la collaborazione con il suo nuovo coach Federico Ricci.
Raggiunge la semifinale nel successivo Challenger di Guangzhou, nei successivi quattro tornei invece viene sempre eliminato al primo turno, esce così dalla top 100. Nel finale di stagione raggiunge altre due finali Challenger, a Helsinki, dove viene sconfitto da Kei Nishikori in tre set e a Rovereto dove vince il suo settimo titolo del circuito avendo la meglio di Francesco Maestrelli in due set, grazie a questi buoni risultati rientra in top 100 e chiude la stagione alla 92ª posizione.

### 2025: ottavi a Cincinnati
Nel Masters di Cincinnati, superando tra gli altri Denis Shapovalov, dopo aver perso il primo set e Jakub Menšík, per il ritiro del ceco nel secondo set, da ripescato arriva agli ottavi di finale, dove viene sconfitto dal n°2 del mondo Carlos Alcaraz con il punteggio di 6-1, 6-4, quando nel secondo set era avanti 4-2.

## Statistiche

### Tornei minori

#### Singolare

##### Vittorie (10)
| Legenda tornei minori |
| Challenger (7)        |
| ITF (3)               |

| N.  | Data              | Torneo                                               | Superficie      | Avversario in finale  | Punteggio        |
| 1.  | 8 marzo 2020      | M15 Egitto, Sharm el-Sheikh                          | Cemento         | Jaroslav Pospíšil     | 5–7, 6–4, 7–6(5) |
| 2.  | 20 giugno 2021    | M15 Italia, Genova                                   | Terra rossa     | Johan Nikles          | 6–4, 6–2         |
| 3.  | 19 settembre 2021 | M25 Spagna, Madrid                                   | Terra rossa (i) | Louis Wessels         | 7–5, 6–2         |
| 4.  | 9 gennaio 2022    | Forlì Challenger, Forlì                              | Cemento (i)     | Mukund Sasikumar      | 6–3, 6–1         |
| 5.  | 3 aprile 2022     | Challenger Lugano, Lugano                            | Cemento (i)     | Leandro Riedi         | 4–6, 6–2, 6–3    |
| 6.  | 4 settembre 2022  | Rafa Nadal Open, Manacor                             | Cemento         | Zizou Bergs           | 7–6(2), 3–6, 7–5 |
| 7.  | 6 agosto 2023     | Porto Open, Porto                                    | Cemento         | João Sousa            | 5–7, 6–4, 6–1    |
| 8.  | 12 novembre 2023  | Ehime International Open, Matsuyama                  | Cemento         | Tarō Daniel           | 3–6, 6–4, 6–2    |
| 9.  | 31 marzo 2024     | Tennis Napoli Cup, Napoli                            | Terra rossa     | Pierre-Hugues Herbert | 5–7, 7–6(3), 6–2 |
| 10. | 24 novembre 2024  | Internazionali di Tennis Città di Rovereto, Rovereto | Cemento (i)     | Francesco Maestrelli  | 6–1, 6–3         |

##### Finali perse (5)
| Legenda tornei minori |
| Challenger (4)        |
| ITF (1)               |

| N. | Data             | Torneo                      | Superficie  | Avversario in finale | Punteggio        |
| 1. | 25 luglio 2020   | M15 Italia, Perugia         | Terra rossa | Andrea Basso         | 3–6, 6–4, 6(3)–7 |
| 2. | 5 marzo 2023     | Pune Challenger, Pune       | Cemento     | Max Purcell          | 2–6, 3–6         |
| 3. | 11 febbraio 2024 | Chennai Challenger, Chennai | Cemento     | Sumit Nagal          | 1–6, 4–6         |
| 4. | 10 novembre 2024 | Tali Open, Helsinki         | Cemento (i) | Kei Nishikori        | 6–3, 4–6, 1–6    |
| 5. | 2 febbraio 2025  | Koblenz Open, Coblenza      | Cemento (i) | Ugo Blanchet         | 3–6, 6–3, 6(5)–7 |

#### Vittorie (1)
| Legenda tornei minori |
| Challenger (0)        |
| ITF (1)               |

| N. | Data         | Torneo                      | Superficie | Compagno          | Avversari in finale        | Punteggio        |
| 1. | 6 marzo 2021 | M15 Egitto, Sharm el-Sheikh | Cemento    | Jacopo Berrettini | Hsu Yu-hsiou Shintaro Imai | 6–3, 2–6, [10–7] |